# Bromo(tétrahydrothiophène)or(I)
Le bromo(tétrahydrothiophène)or(I) est un complexe d'or de formule C4H8S–Au–Br. Il est apparenté au chloro(tétrahydrothiophène)or(I), plus courant. Le ligand tétrahydrothiophène C4H8S est labile et peut être facilement remplacé par d'autres ligands pour former des complexes linéaires de bromure d'or. On peut préparer le bromo(tétrahydrothiophène)or(I) par réaction de l'acide tétrabromaurique HAuBr4 — formé à partir d'acide chloraurique HAuCl4 et d'acide bromhydrique HBr — avec du tétrahydrothiophène C4H8S.